# هانهنين
هانهنين (بالإنجليزية: Hahnen)‏ هو أحد جبال سلسلة جبال الألب أوري وجزء من القمة الأم برونيستوك يقع في كانتون أوبفالدن, سويسرا. يبلغ ارتفاع الجبل حوالي 2606 متر، بينما يبلغ ارتفاع نتوء الجبل 201 متر.